# Рудохвоста ванга
Рудохвоста ванга (Calicalicus) — рід горобцеподібних птахів родини вангових (Vangidae). Включає два види.

## Поширення
Ендеміки Мадагаскару. Вони трапляються від рівня моря до 1400 м над рівнем моря, зрідка до 2000 метрів.

## Таксономія
Рід був запропонований французьким натуралістом Чарльзом Люсьєном Бонапартом в 1854 році. Назва Calicalicus походить від малагасійського слова Cali-cali, яким місцеве населення називало цих птахів.

## Опис
Дрібні птахи, завдовжки 13-15 см, вагою 14-19 г. Статі відрізняються. Самці мають червоно-коричневі криючі крил і кермові пера. Верх сірий, нижня частина світла, горло чорне. Верхня сторона самиць коричнева, а горло світліше, ніж у самців. Дзьоб порівняно короткий, але міцний.

## Види
- Ванга рудохвоста (Calicalicus madagascariensis)
- Ванга маскова (Calicalicus rufocarpalis)